# 斎藤顕一
斎藤 顕一（さいとう けんいち ）は、日本の経営コンサルタント。問題解決の出来る人財の育成者。現フォアサイト・アンド・カンパニー代表取締役、一般社団法人問題解決力検定協会代表理事。

## 略歴
大阪府堺市出身。大阪星光学院を経て、国際基督教大学教養学部卒業。1976年マッキンゼー・アンド・カンパニー入社。パートナーを経て、1996年フォアサイト・アンド・カンパニーを設立。ビジネス・ブレークスルー大学大学院教授として「問題解決」を担当。2017年一般社団法人問題解決力検定協会設立。問題解決の考え方が出来て人間力を身につけた人財こそが、企業や組織業績を高めより良い社会を作ることに貢献できることを信じて、問題解決者の育成に取り組んでいる。自分の「問題解決をする力」を計るために問題解決力検定試験を開発し、欠如している能力を特定化することで、より精度の高い育成プログラムを個別企業向けに開発し実践している。問題解決を目指す仲間の集まりとして「ようは会」、「問題解決実学会」、「ようは会ラジオ」などを主宰している。主な著作に『実戦！問題解決法』、『問題解決の実学』、『はじめての問題解決力トレーニング』がある。
- 1987年6月マッキンゼー・アンド・カンパニー パートナー就任
- 1995年12月マッキンゼー・アンド・カンパニー退職
- 1996年1月フォアサイト・アンド・カンパニー創業

- 2001年6月藤森工業株式会社社外監査役に就任
- 2002年6月国際基督教大学同窓会会長就任
- 2002年9月同窓会会長就任に伴い国際基督教大学法人理事就任
- 2003年6月藤森工業株式会社社外監査役退任
- 2006年5月任期満了により国際基督教大学同窓会長を退任
- 2006年4月ビジネス・ブレークスルー大学大学院教授就任
- 2006年4月国際基督教大学同窓会「今を輝く同窓生達」企画を渡辺真理と共に開始
- 2006年8月任期満了により国際基督教大学法人理事退任
- 2010年4月ビジネス・ブレークスルー大学経営学部教授に就任
- 2011年6月国際基督教大学法人理事就任
- 2011年6月フジモリ産業社外取締役就任
- 2014年6月フジモリ産業社外取締役退任
- 2016年3月トラスコ中山株式会社社外取締役に就任
- 2016年7月ビジネス・ブレークスルー大学大学院・学部教授退任
- 2017年5月国際基督教大学法人理事退任
- 2017年10月一般社団法人問題解決力検定協会設立。代表理事に就任

## 著書
- 『実戦！問題解決法』大前研一共著　2003年　ISBN 978-4094081619
- 『問題解決の実学』ダイヤモンド社　2006年
- 『営業の問題解決スキル』BBTビジネス・セレクト 2007年　ISBN 978-4777105687
- 『大前研一と考える営業学』ダイヤモンド社 大前研一共著 2011年 ISBN 978-4478007266
- 『新版問題解決の実学』ダイヤモンド社2012年　ISBN 978-4478013779
- 『はじめての問題解決力トレーニング』ダイヤモンド社 竹内さと子共著 2016年　ISBN 978-4478068069

## 講座・トレーニング
「問題解決必須スキルコース」-かつてビジネス・ブレークスルーにて公開していたトレーニングコース
「問題解決実践スキルコース」-かつてビジネス・ブレークスルーにて公開していたトレーニングコース
「問題解決塾」-集合型およびオンライン型の個人塾
「問題解決力育成10時間講座」-2017年開講のeラーニング講座
「決定版問題解決力育成講座」-2019年開講のeラーニング講座
「質問力と対話力」-2019年開講のeラーニング講座

## 連載・記事
PRESIDENT Online 「後輩が語る“マッキンゼー青春の日々”」2012年
ダイヤモンドオンライン「斎藤顕一の営業プロフェッショナル養成講座」2012年
ダイヤモンドオンライン「はじめての問題解決力トレーニング」2016年
JBpress「中堅・中小企業ほど伸びしろが大きい～データドリブンで営業組織を革新！～」2020年
ダイヤモンドオンライン「「中学受験」で親が第1にすべきは、塾を正しく決めて成功確率を高めることだ」2020年